# Fäustlingsporn
Der Fäustlingsporn ist ein Bergsporn in der Lanterman Range der Bowers Mountains im ostantarktischen Viktorialand. Er ragt am südwestlichen Rand des Sledgers-Gletschers auf.
Wissenschaftler der deutschen Expedition GANOVEX I (1979–1980) nahmen seine deskriptive Benennung vor.